# Just for Laughs – Die Lachattacke
Just for Laughs – Die Lachattacke (Alternativtitel: Alles nur Spaß; Originaltitel: Just for Laughs: Gags bzw. Juste pour rire: Gags) ist eine kanadische Unterhaltungsshow mit versteckter Kamera, die zur Marke Just for Laughs gehört. Am 26. Dezember 2000 startete die Sendung auf dem französischsprachigen kanadischen Fernsehsender Télé-Québec. In den folgenden Jahren wurde sie unter anderem im Vereinigten Königreich auf BBC One, in Frankreich auf TF1 und in den USA auf ABC und Telemundo gezeigt. Die meisten Clips wurden in der Innenstadt Montreals oder in anderen Gebieten von Québec gedreht, einige Aufnahmen entstanden jedoch auch in Mexiko. Da die Clips nicht übersetzt werden müssen, wird die Sendung in über 100 Ländern auf der ganzen Welt gezeigt, vorzugsweise in Flugzeugen und auf Flughäfen.
Seit Februar 2007 veröffentlicht das Team von Just for Laughs seine Clips auf YouTube.